# Wired
Wired ist eine von Louis Rossetto und Jane Metcalfe im März 1993 gegründete US-amerikanische Computerzeitschrift. Sie greift aktuelle Entwicklungen rund um Netzkultur, Architektur, Design und Politik auf und versteht sich als Medium der Geeks und Technik-Freaks. Wired gehört seit 1998 zu Condé Nast. Von 2011 bis 2018 erschien bei Condé Nast Germany eine deutsche Ausgabe.

## Geschichte
Besonders bekannt wurde Wired durch die New-Economy-Bewegung, die es begleitete. Den spöttischen Beinamen „Zentralorgan der kalifornischen Ideologie“ erhielt das Magazin von Kritikern, die sich besonders gegen die von Wired vertretenen libertären Auffassungen richteten, welche großen Einfluss auf die Weltanschauung der frühen Internetnutzer hatten.
Nach dem Platzen der Dotcom-Blase 2000 wurde die Redaktion drastisch reduziert und die Ausrichtung verändert. Wired hat sich seitdem stark kommerziellen Themen in der Silicon-Valley-Kultur zugewandt und politische Themen ausgeblendet. Erst Jahre später hat Wired seine Ausrichtung geändert. Aktuell sind auch Themen wie Gadgets, Produktdesign, Politik und auch Architektur stark vertreten.
Seit Februar 2009 veröffentlicht der Verlag Condé Nast Italia eine italienische Ausgabe von Wired und betreibt mit Wired.it eine dazugehörige Website. Seit Anfang April 2009 wird zudem mit Wired UK eine auf Großbritannien abgestimmte Version des US-Magazins erprobt, die sowohl Artikel aus der US-Ausgabe als auch eigene Artikel enthält.

## Format und Inhalt
Die Online-Ausgabe des Magazins bietet Artikel zum kostenlosen Abruf im Netz und löst regelmäßig rege Diskussionen aus. Seit Juni 2010 ist das Magazin auch als kostenpflichtige App auf dem iPad verfügbar. Wired veröffentlicht seit 1996 jährlich eine Liste mit den bei seinen Lesern bekanntesten zehn Vaporware-Produkten.
Zu den regelmäßigen Kolumnisten des Blattes gehören der Juraprofessor Lawrence Lessig und der Cyberpunk-Autor Bruce Sterling. Bis November 2012 war Chris Anderson, der durch die Long-Tail-Theorie bekannt wurde, Chefredakteur. Aktueller Chefredakteur ist Scott Dadich, der sich von 2006 bis 2010 u. a. als künstlerischer Leiter bei dem Magazin betätigt hat.
Seit dem 7. November 2011 werden die von den Photographen des Magazins erstellten Bilder unter einer Creative-Commons-Lizenz veröffentlicht. Im Rahmen der Ankündigung wurden fünfzig Fotos, darunter Porträts von Steve Jobs, Steve Wozniak, Mark Zuckerberg, Steve Ballmer, Trent Reznor und J. J. Abrams, hochauflösend auf der Website und im neu eingerichteten Flickr-Stream eingestellt.
Die 2013 erstellte Satireserie Codefellas wurde ebenfalls von Wired vertrieben.

## Deutsche Ausgabe
Am 8. September 2011 erschien eine erste Testausgabe zunächst als Beilage zum Magazin GQ und als App für das iPad. Ein eigenes Blog widmete sich thematisch der Entwicklung der Testausgabe, anhand deren Erfolges über das weitere Vorgehen entschieden werden sollte. Chefredakteur war Thomas Knüwer, der bereits ab der zweiten Ausgabe von Alexander von Streit abgelöst wurde.
Am 7. Dezember 2011 gab Wired Deutschland bekannt, zunächst zwei weitere Ausgaben sowohl gebündelt mit GQ als auch als Einzelausgabe herauszubringen. Die zweite Ausgabe erschien im April 2012 und die dritte Ausgabe im September 2012. 2013 erscheinen ebenfalls zwei Ausgaben und es wurde eine Magazin-App für Android-Tablets eingeführt.
Im Oktober 2014 wurde ein erweiterter Versuch unternommen, sich auch auf dem deutschen Markt zu etablieren. Das Magazin erschien anschließend zehnmal jährlich mit Nikolaus Röttger als Chefredakteur. Die Startauflage betrug 120.000 Exemplare.
Im Januar 2016 wurden die Erscheinungsfrequenz der Printausgabe von zehnmal jährlich auf vierteljährlich reduziert und die Digital- und Eventaktivitäten ausgebaut. Für diese Aufgabe verpflichtete das Magazin die Journalistin Domenika Ahlrichs, die zuvor stellvertretende Chefredakteurin bei Zeit Online war. Diese Funktion übernahm sie ab Januar 2016 auch bei Wired.
Im Januar 2018 wurde die Printausgabe eingestellt. Wired erschien anschließend ausschließlich digital. Chefredakteur Nikolaus Röttger wurde durch Wolfgang Kerler ersetzt. Zum Ende des Jahres 2018 wurde auch die digitale Ausgabe eingestellt.

## Street View
Das Hauptquartier der Redaktion ist einer der ersten Innenräume, die in Google Street View aufgenommen wurden. Google hat die Büros in San Francisco im Sommer 2012 aufgenommen und Ende August öffentlich bereitgestellt. Gesichter und andere personenbezogene Informationen wurden dabei unkenntlich gemacht.